# Due anni di vacanze
Due anni di vacanze (nell'originale francese Deux ans de vacances) è un romanzo dello scrittore francese Jules Verne, pubblicato nel 1888.

## Trama
Quindici ragazzi benestanti di età compresa tra gli 8 ed i 14 anni, che frequentano un collegio in Nuova Zelanda (ad Auckland), più un mozzo di nome Moko, si ritrovano da soli su un battello alla deriva che in breve naufraga su un'isola deserta del Pacifico lungo la costa della Patagonia cilena (l'isola Hanover). Fortunatamente riescono a recuperare cibo, vestiti e armi da fuoco.
Iniziano con lo stabilirsi all'interno di una grotta che utilizzano come alloggio, e presto vengono a sapere che un altro naufrago era rimasto bloccato sull'isola deserta. Questi, un francese, aveva lasciato una mappa, e ciò viene a facilitare di molto il primo periodo di vita selvaggia dei giovani.
A poco a poco riorganizzano e migliorano la propria vita, con i ragazzi più grandi che cercano per quanto possibile di sostituire a scuola e la famiglia per i bambini più piccoli; ma le rivalità (dovute anche a differenze di nazionalità) si fanno sentire sempre di più. Dovendo scegliere tramite votazione democratica un presidente ecco che vengono a formarsi due gruppi rivali e contrapposti, uno capeggiato da un ragazzo francese di nome Briant e benvoluto da tutti, l'altro comandato da un ragazzo inglese che si chiama Donifan, seguito solo dai suoi tre scagnozzi.
La situazione rimane tale finché i naufraghi si scindono in due bande avversarie, che vengono però forzate a riunirsi e a ritrovare la propria coesione per affrontare un'improvvisa minaccia esterna sopraggiunta. Difatti anche dei pericolosi criminali rimangono bloccati sull'isola; questi avevano ucciso l'intero equipaggio di una nave mercantile divenendo così a tutti gli effetti dei pirati: solo due persone erano riuscite a sfuggire alla carneficina, l'esattore delle tasse, Evans, e una donna di nome Kate.
Alleatisi con i due adulti i ragazzi si mettono a combattere contro i criminali; poi, riparata una barca si apprestano a lasciare l'isola. Diretti verso le coste dell'Australia vengono presto raggiunti da una nave a vapore che li riporta sani e salvi a casa.
Nel frattempo la loro storia aveva già fatto il giro del mondo e si ritrovano così da un giorno all'altro famosi: il diario delle loro esperienze viene stampato e tradotto nelle maggiori lingue.

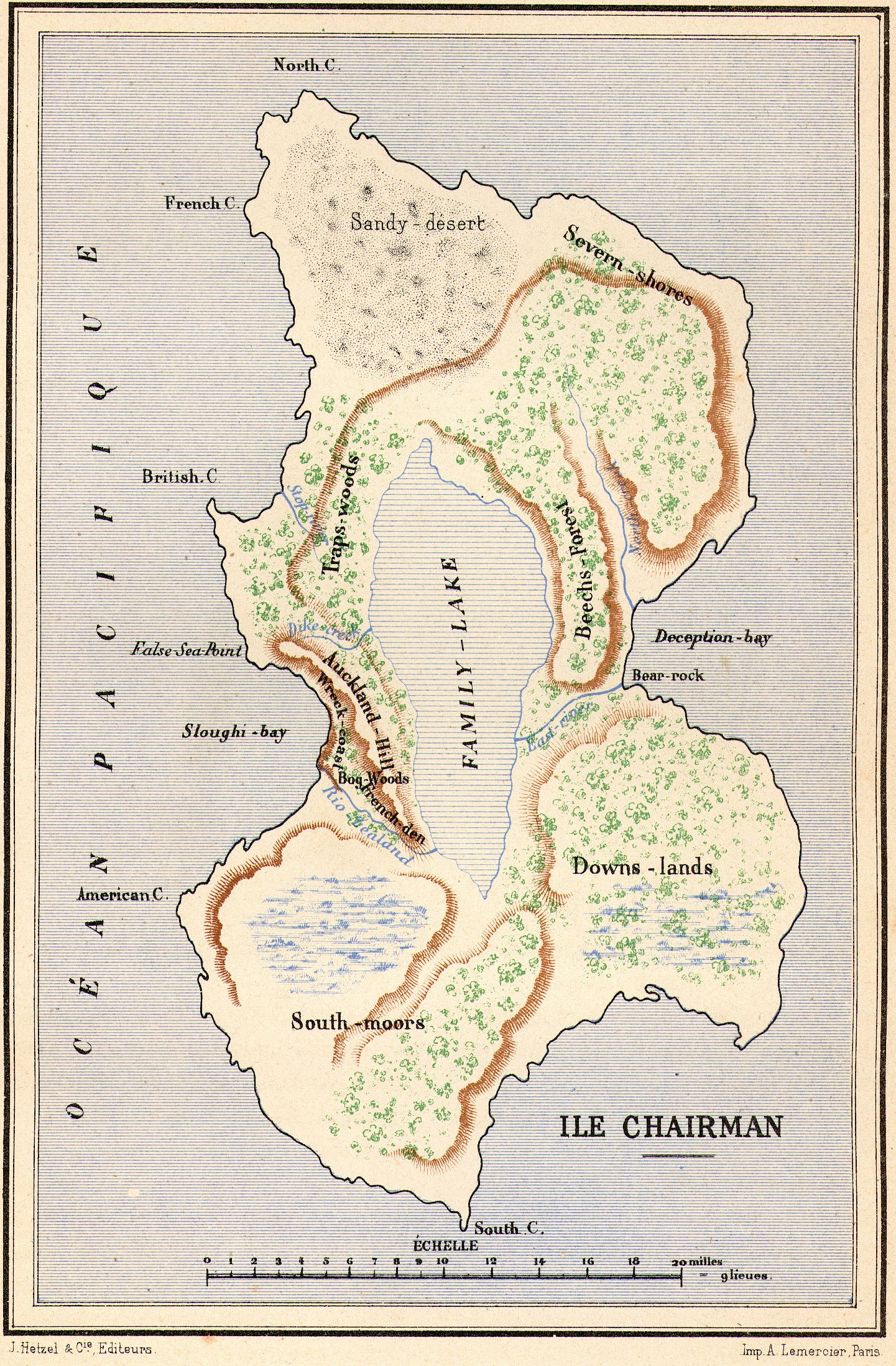
La mappa originale dell'isola

## Personaggi

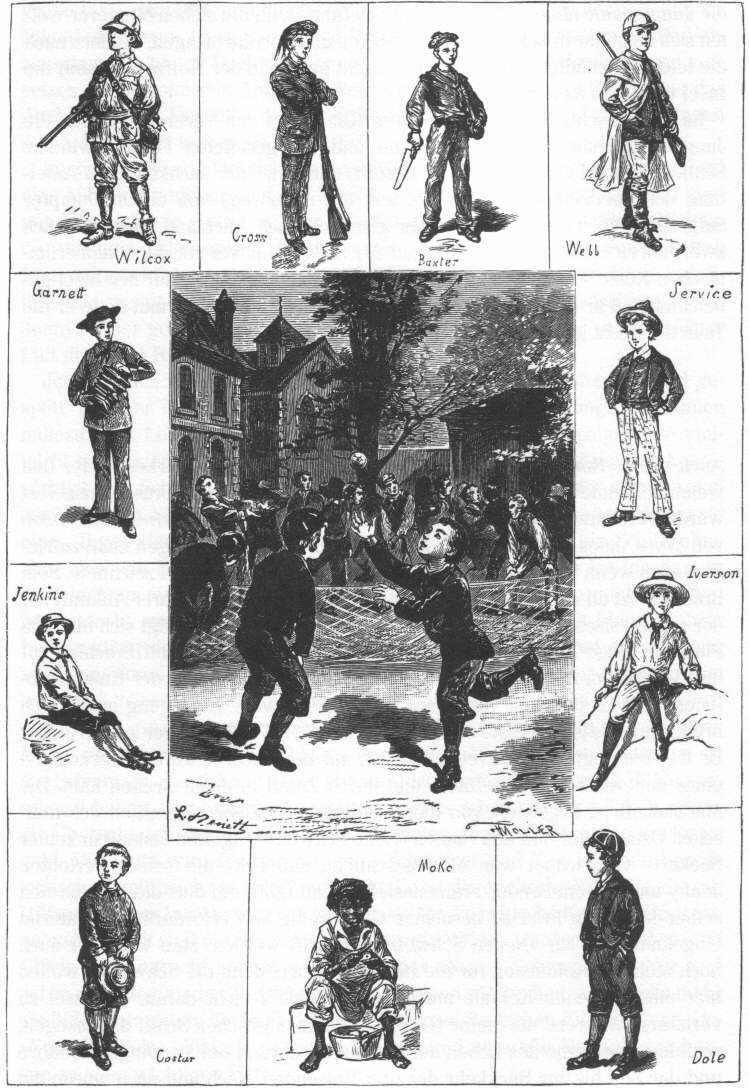
I protagonisti della storia

Gordon
ragazzo statunitense di 14 anni, il più grande del gruppo. Orfano, è goffo ed impacciato, ma ha altresì un acuto senso critico di giudizio ed un forte buon senso. Ha con sé il suo cane Phann, molto intelligente.
Briant
ragazzo francese di 13 anni, assume presto un ruolo di leadership nei confronti degli altri. Figlio di un famoso ingegnere, è un tipo sveglio, intraprendente e audace anche se un po' svogliato; molto popolare, anche se si ritroverà in costante disaccordo con Doniphan.
Jacques
fratello minore di Briant. Inizialmente allegro e burlone, diventa con il trascorrere del tempo sempre più silenzioso e tormentato.
Doniphan
13 anni, proviene da una famiglia di ricchi proprietari terrieri. Elegante e ambizioso, ha già sviluppato un forte orgoglio aristocratico e guadagnandosi così il soprannome di "Lord"; vuole sempre avere per sé un ruolo di primo piano e ciò è il principale motivo dei suoi scontri con Briant.
Baxter
13 anni, è il figlio di un mercante. Ha un'ingenuità incredibile e grande destrezza e fa lavoretti di falegnameria per tutti gli altri ragazzi dell'isola.
Cross
cugino di Doniphan, è uno studente tredicenne proveniente da una ricca famiglia di proprietari terrieri. È in fondo un bravo ragazzo, anche se ha un'ammirazione acritica per tutto quel che il cugino pensa, dice o fa.
Webb & Wilcox
entrambi 12 anni, figli di famiglie benestanti.
Garnett
12 anni, figlio di un capitano della marina. Un tipo pigro e bonario, amichevole e servizievole.
Service
12 anni, figlio di un ricco agricoltore. Ha un carattere sognatore e il suo libro preferito è Robinson Crusoe, col quale si paragona sempre.
Jenkins & Iverson
entrambi 9 anni. Jenkins è figlio del presidente di una grande e rinomata azienda, Iverson invece è figlio di un pastore protestante.
Dole & Costar
entrambi 8 anni, figli di ufficiali, sono i più piccoli del gruppo.
Moko
12 anni, un ragazzo nero, marinaio che conosce un po' del settore dei trasporti. Cucina per tutti e spesso sta in mezzo ai più piccoli.
Walston
leader dei pirati ribelli.
Evans
marinaio scampato a un naufragio.
Kate
donna scampata al naufragio assieme a Evans

## Adattamenti
- I ragazzi del capitano Nemo (Ukradená vzducholod) - film cecoslovacco del 1967 diretto da Karel Zeman.
- Deux ans de vacances - serie televisiva franco-tedesca-rumena del 1974 diretta da Gilles Grangier.
- Le avventure di 15 ragazzi - 5 episodi del 1978 della serie animata giapponese Le più belle favole del mondo prodotta da Dax International.
- Due anni di vacanza - film di animazione giapponese 1982 prodotta dalla Toei Animation e diretto da Masayuki Akehi.
- I segreti dell'isola misteriosa (恐竜冒険記ジュラトリッパー, Kyōryū bōkenki jura tripper) - serie televisiva animata giapponese del 1995 diretta da Kunihiko Yuyama e Yasushi Hirano.
- Mujin wakusei Survive (無人惑星サヴァイヴ) - serie televisiva animata giapponese del 2004 diretta da Yuichiro Yano e prodotta dalla Madhouse.
- Deux ans de vacances, fumetto francese in tre volumi di Frédéric Brrémaud, Philippe Chanoinat e Hamo, pubblicato da Editions Glénat nel 2018-2019 e in Italia da ReNoir Comics nel 2021.

## Influenze
Il libro, dichiaratamente ispirato al Robinson Crusoe di Daniel Defoe, verrà riutilizzato da William Golding per scrivere Il signore delle mosche.